# Punta Blanca (Horta de Sant Joan)
El Punta Blanca és una muntanya de 837 metres que es troba al municipi d'Horta de Sant Joan, a la comarca catalana de la Terra Alta.